# Провінція Осумі
Провінція Осумі (яп. 大隅国 — осумі но куні, «країна Осумі»; 隅州 — ґусю, «провінція Осумі») — історична провінція Японії у регіоні Кюсю . Відповідає східній частині сучасної префектури Каґошіма.

## Короткі відомості
Провінція Осумі була утворена в результаті поділу провінції Хюґа у 713 році. Центр нової адміністративної одиниці знаходився у сучасному місті Кірішіма.
Через порти провінції проходив важливий торговий шлях з королівства Рюкю до японської столиці. Саме тому землі Осумі були привабливими для багатьох японських можновладців.
З 13 століття провінцією володів рід Ходзьо, який фактично захопив усю повноту влади у Камакурському сьоґунаті. З 14 століття його витіснив рід Шімадзу, володар сусідньої провінції Сацума. Під владою останнього, Осумі перебувала аж до 19 століття у складі Сацума-хану.
У результаті адміністративної реформи 1871 року, провінція Осумі увійшла до складу префектури Каґошіма.

## Повіти
- Повіт Айра 始羅郡
- Ґому 馭謨郡
- Кімоцукі 肝属郡
- Кувабара 桑原郡
- Кумаґе 熊毛郡
- Оосумі 大隅郡
- Соо 囎唹郡
- Хісікарі 菱苅郡